# International Children’s Digital Library
La ICDL (International Children's Digital Library) és una biblioteca digital d'accés gratuït per a nens d'entre 3 i 13 anys, que pretén recopilar els llibres infantils més importants de tot el món en les seves respectives llengües d'origen. S'alberga dins la Fundació Biblioteca Internacional Digital per a Nens i va ser creada per un equip d'investigació interdisciplinari de la Universitat de Maryland.
Els infants poden cercar els llibres per franja d'edat, per contingut (ficció o realitat), per extensió, per tipus de personatge, color, col·lecció, etc. La biblioteca, a més, ofereix l'opció de cerca avançada per a usuaris adults més experimentats (pares, professors, bibliotecaris, acadèmics i investigadors de literatura infantil). Tots els usuaris es poden registrar de franc i així poden seleccionar l'idioma que prefereixen, recuperar la darrera pàgina que estaven llegint, guardar els llibres favorits, etc. des de qualsevol dispositiu amb accés a la xarxa.
Els llibres que formen part de la ICDL són seleccionats basant-se en la seva qualitat i pertinença, i es presenten en el seu idioma original, sempre respectant els drets d'autor. El principal objectiu de la ICDL és el foment del gust per la lectura i l'aprenentatge entre els infants, així com la lluita contra els desafiaments de l'alfabetització mundial.

## Història
La ICDL va ser presentada el novembre de 2002 sota la direcció de la professora Dra. Allison Druin de la Universitat de Maryland, que encapçalava un equip de treball interdisciplinari integrat per investigadors de camps com l'estudi de la informació, l'educació, la psicologia o l'art. L'objectiu era el d'aprofundir en els hàbits en línia dels nens i treballar per a desenvolupar el gust per la lectura i augmentar l'alfabetització a nivell internacional.
El prototip de la biblioteca digital es va sotmetre a prova amb els infants de Bowie, Maryland, durant el període 1999-2002, i des de llavors s'ha comptat amb la participació directa de nens de cinc ciutats del món (als Estats Units, Hondures, Alemanya i Nova Zelanda). Aquesta manera de treballar s'anomena investigació cooperativa, i combina els coneixements i inquietuds de nens i adults per a desenvolupar i avaluar les tecnologies d'interfícies informàtiques que permeten cercar, explorar, llegir i compartir llibres en format digital.
Durant la fase de desenvolupament del projecte 2002-2005, la biblioteca va rebre més d'un milió de visites procedents de tot el món i va incorporar 1.000 llibres. Aquesta fase va ser finançada per la National Science Foundation i l'Institute of Museum and Library Services.
A l'abril de 2006, la ICDL va entrar a formar part de la International Children's Digital Library Foundation, una associació sense ànim de lucre. Actualment rep el suport principal de la Library of Congress, la National Science Foundation, l'Institute for Museum and Library Services i Microsoft Research.

## Missió i objectius
La missió de la Fundació Biblioteca Internacional Digital per a Nens és la d'entusiasmar i inspirar els infants perquè esdevinguin membres de la comunitat global. Per això es fomenten els valors de la tolerància i el respecte a la diversitat cultural, els idiomes i les idees. L'eina que la fundació utilitza per aconseguir la seva missió és la ICDL, a través de la qual posa a disposició de nens i adults els llibres infantils més rellevants d'arreu del món.
El principal objectiu de la ICDL és construir una col·lecció de qualitat de llibres infantils tant històrics com contemporanis, de coneixements i d'imaginació, amb representació de totes les cultures i idiomes del món, per tal que tots els nens puguin conèixer i apreciar la riquesa de la literatura infantil de la comunitat mundial. Aquesta col·lecció ha de ser accessible de franc a través de la xarxa d'Internet. Per això, un del grans reptes del projecte és el respecte dels drets d'autor, ja que les diferents biblioteques nacionals, editorials, autors i il·lustradors dels diversos punts del planeta es regeixen per normatives diferents respecte als drets d'autor.

## Cercador ICDL
La ICDL conté quatre cercadors diferents:
- Cerca simple: a través de diverses icones convenientment agrupades, els usuaris poden accedir als llibres en funció de la franja d'edat, contingut (ficció o realitat), extensió, col·lecció, personatge principal, color de la portada, etc.
- Cerca avançada: ofereix un llistat d'enllaços als llibres agrupats segons els següents atributs:
- Audiència: edat, idioma, data de publicació, data d'incorporació al fons de la biblioteca, col·lecció.
- Aparença: color de la portada, format, extensió, forma.
- Contingut: continents, països, altres llocs, personatges, períodes.
- Tipus: realitat versus ficció, gènere, sensació, qualificació.
- Tema: cultura i societat, entreteniment, història, gent i relacions humanes, llocs, ciències i natura, eines i maquinària, animals.

- Cerca per paraula clau: permet escriure una paraula clau i escollir l'idioma que vulguem per a obtenir el llibre.
- Cerca per país: mostra la imatge del globus terraqüi i permet escollir els llibres per continent.

## Polítiques
La ICDL treballa entorn de quatre polítiques:

### Política de desenvolupament de la col·lecció
Els materials inclosos en la col·lecció reflecteixen semblances i diferències entre cultures, societats, interessos i estils de vida de pobles de tot el món. La col·lecció se centra en aquells llibres que ajuden els infants a comprendre el món que els envolta i la societat global en què viuen.

### Política sobre els drets d'autor
Es protegeixen els drets de propietat intel·lectual, de manera que, a través del seu programari, no es permet la descàrrega, impressió ni distribució dels documents que formen part del fons de la ICDL.

### Política de privacitat
La ICDL es compromet a protegir la seguretat dels seus usuaris i, en especial, dels infants. Els usuaris que desitgin registrar-se només han de proporcionar un mínim d'informació que no els identifica com a persones. A més, aquestes dades no es distribueixen a tercers, sinó que es guarden en una base de dades interna.

### Política d'enllaços
Els enllaços que apareixen a la web de la ICDL han de servir per a expandir, millorar i donar suport als llibres que s'inclouen en la col·lecció, seguint els criteris d'autoria, vigència, precisió, objectivitat i cobertura.

## Usuaris
Compta amb dos tipus principals d'usuaris: el grup format pels infants d'edats compreses entre els 3 i els 13 anys, bibliotecaris, pares, mestres i educadors; i el grup format per investigadors i acadèmics de l'àrea de la literatura infantil.
Per al primer grup es té en compte que el material permeti la comprensió de semblances i diferències entre països, pobles i cultures, que promogui la tolerància i l'acceptació, que contribueixi a la comprensió de la diversitat de la societat global, que sigui atractiu per nens d'entre 3 i 13 anys, que es consideri rellevant i compleixi les exigències de qualitat i que es presenti en la seva totalitat, de manera eficaç, en format digital. I per al segon grup de destinataris, a més, el material ha d'expandir l'abast i varietat de cultures representades en la col·lecció, ha d'haver assolit rellevància històrica, ha de representar una qualitat artística, històrica o literària, o ha de contribuir a les prioritats d'investigació.

## Programes d'investigació
En l'actualitat la ICDL treballa entorn de 3 tipus de programes:

### Recerca internacional amb infants
Projecte que pretén comprendre els nens com a usuaris de tecnologia, lectors de llibres i visitants de la biblioteca. Gira entorn aquestes preguntes: Quines semblances i diferències hi ha entre el que pensen els nens de diversos països sobre llibres, biblioteques, tecnologia i cultura? Com volen canviar els nens els llibres, les biblioteques i la tecnologia en un futur? Com pot aquesta informació donar suport en el desenvolupament de programes de biblioteques i col·leccions en un futur?

### Comunitats ICDL
Els seus objectius són permetre a la comunitat d'infants desenvolupar-se entorn la col·lecció de llibres, construir eines que fomentin la comunicació intercultural entre nens sense l'ús de la traducció automàtica i promoure l'entesa cultural. Les comunitats proporcionen un ambient de suport segur per a nens que parlen diferents idiomes i que són de diverses cultures, i els permet relacionar-se a través de la ICDL amb els llibres com a terreny comú.

### Programes de recerca
Són els següents: The 10.000 Book Program, Adopt a Country Program, Kidstead Program, The Academic Research Partner Program, Laptops Networks and Learning Program, The Children's Digital Hospital Program i el Children's Media Expansion Program.